# أحمد باي بن مصطفى
أحمد باي بن مصطفى أو أحمد باشا باي أو أحمد باي أو أحمد باي الأول أو أبو العباس أحمد باشا هو ابن مصطفى باي، وقد تولى الحكم فيما بين 10 أكتوبر 1837 و30 ماي 1855، وهو عاشر البايات الحسينيين بتونس 

## تكوينه
بتكليف من والده مصطفى باي تولى مصطفى صاحب الطابع السهر على تربيته. وقد حفظ القرآن الكريم، وتعلم اللغة التركية، كما علّمته أمّه وهي جارية إيطالية اللغة الإيطالية. ويذكر أنه تزيى في شبابه بزي الجند من الترك.

## ظرفية جديدة
تتميز الظرفية التي صعد فيها أحمد باشا باي إلى الحكم بما يلي:
- احتلال الجزائر عام 1830، وعجز الدولة العثمانية عن الدفاع عنها باعتبارها إحدة ولايتها، وقد تبين آنذاك بأن الحركة الاستعمارية لن تقتصر على الجزائر. وهو ما دفع أحمد باشا باي إلى التقرب من الفرنسيين.
- سلوك محمد علي باشا طريق الإصلاحات، فضلا عن سياسته الاستقلالية تجاه الباب العالي. وهو ما شجع أحمد باشا باي في المضي قدما في هذه السياسة الاستقلالية من جهة والإصلاحية من جهة أخرى.
- تبني عدد من الإصلاحات في مركز الدولة العثمانية، من ذلك أن السلطان عبد المجيد تبنى خط كلخانة عام 1839.

### الإصلاحات العسكريّة

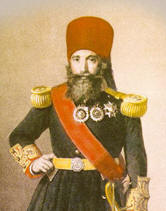
أحمد باي بن مصطفى

عوامل عديد ة أثّرت على أحمد باي وجعلته يقوم بهذه الإصلاحات من أبرز هذه العوامل
- حرصه الشّديد على إصلاح الجيش وتعصيره وخاصّة وأنّ فرنسا احتلّت الجزائر سنة 1830 م وأصبح جيشها يشكّل خطرا على البلاد التّونسيّة.
- تأثره بما شاهده خلال زيارته لفرنسا من تقدّم معماري وخاصّة في تنظيم جيشهم فأراد أن ينسج على منوالهم ويكوّن جيشا تونسيّا على النّمط الفرنسي.

و لمّا كان تأسيس الجيش يتطلّب إطارات تونسية تكون قادرة على قيادته أسّس أحمد باي مدرسة حربيّة تونسيّة بباردو سنة 1840م واعتمد في ذلك على المساعدة الفرنسيّة.كما عمل على توفير المعدّات اللازمة لتطوير الجيش فاهتم ببعث بعض المصانع مثل مصنع البارود بتونس وكوّن بحريّة حربيّة متطوّرة كما بني المكتبة الأحمديّة وجهّزها بالكتب وشرع في بناء قصر المحمّديّة الذي لم يتمكّن من إتمامه بسبب ضعف موارد الدّولة.

و لعلّ من أبرز إصلاحات أحمد باي هو منع توريد العبيد ومنع بيعهم في الأسواق التّونسيّة وبدلك ألغى الرّق نهائيّا سنة 1846 م.

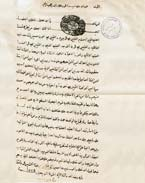
قرر إلغاء العبودية على يد أحمد باي بن مصطفى

### الإصلاحات الاجتماعيّة
تمثلت في إلغاء الرق حيث أصدر أحمد باي قانونا سنة 1846 ينص على منع العبودية لنشر المساواة والعدل كما منع بيع الرقيق وضمن الحرية لكل مولود في المملكة التونسية، كان متأثرا في إصلاحاته بمبادئ الثورة الفرنسية وتعد من أولى التجارب في العالم الإسلامي.
لقي هذا الإجراء استحسانا من الخارج خاصة من قبل الدول الاروبية رغم أنه لم يحقق تغييرا جذريا في المجتمع.
أدت إصلاحات أحمد باي الأول إلى إرهاق خزينة الدولة، وكان لها أثر مهمّ على البلاد التونسية لكنها بقيت محدودة النتائج.

## الأوسمة والتشريفات
- نيشان الدم (تونس).